# Авадан
Авадан — село в Докузпаринском районе Дагестана. Образует сельское поселение село Авадан как единственный населённый пункт в его составе.

## Географическое положение
Село является анклавом, расположено на территории Дербентского района в 15 км к югу от города Дербент, на реке Рубас.

## История
В середине 60-х годов XX века на месте кутана Мискинджинский, путём переселения жителей сёл: Мискинджа, Миджах, Хлар — Ахтынского (ныне Докузпаринского) района; Рутул, Ихрек — Рутульского района; Кураг — Агульского района, образовано село Авадан.

## Население
| 1989  | 2002  | 2010  | 2012  | 2013  | 2014  | 2015  |
| ----- | ----- | ----- | ----- | ----- | ----- | ----- |
| 1186  | ↗2506 | ↗2854 | ↗2887 | ↗2939 | ↗2955 | ↗2986 |
| 2016  | 2017  | 2018  | 2019  | 2020  | 2021  | 2023  |
| ↘2950 | ↘2919 | ↘2894 | ↘2871 | →2871 | ↘2858 | ↗2882 |
| 2024  | 2025  |       |       |       |       |       |
| ↘2876 | ↘2865 |       |       |       |       |       |

Национальный состав лезгины, агулы, рутульцы.